# Porsche Carrera GT
La Porsche Carrera GT est une supercar produite par le constructeur automobile allemand Porsche de 2003 à 2006, successeur de la Porsche 911 GT1.
À l'origine présentée comme un concept car lors du Mondial de l'automobile de Paris en octobre 2000, elle entre en production en août 2003 et 1 270 exemplaires sortent de l'usine de Leipzig, en Allemagne.

## Conception et production

### Contexte

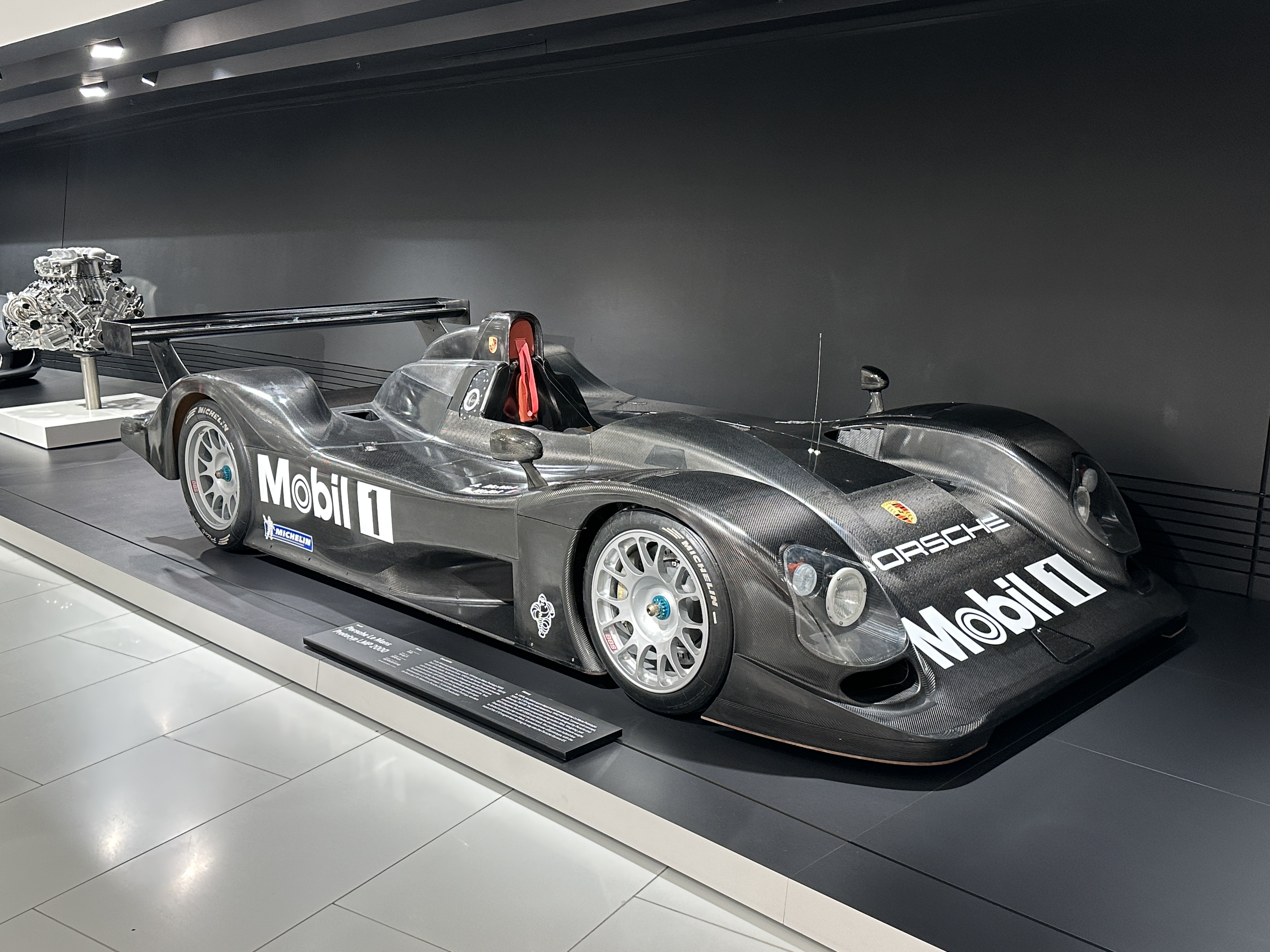
Prototype de Porsche LMP2000 / 9R3 exposée au musée Porsche de Stuttgart.

Le développement de la Carrera GT remonte aux 911 GT1 et LMP1-98. En partie à cause des changements de réglementation de la FIA et de l'ACO en 1998, ces deux projets sont abandonnés. Porsche prépare alors un nouveau prototype pour la nouvelle catégorie Le Mans Prototype, la LMP2000, à partir de 1998. Le constructeur prévoit d'abord d'y intégrer un moteur six cylindres à plat turbocompressé, mais l'ingénieur responsable du projet, Herbert Ampferer, opte finalement pour intégrer un moteur V10, dérivé d'un bloc construit par Porsche pour l'écurie de Formule 1 Footwork en 1992. Le moteur est entièrement repensé pour répondre aux exigences de l’endurance, avec une cylindrée portée de 3,5 à 5,5 litres. Il développe alors 680 chevaux et peut atteindre un régime de 10 000 tr/min. Une nouvelle boîte de vitesses ainsi qu’un châssis en fibre de carbone sont conçus en collaboration avec l’écurie Lola.
Toutefois, le projet est annulé en novembre 1999, des rumeurs affirmant qu'un accord avec le groupe Volkswagen aurait été conclu pour collaborer sur la conception du Volkswagen Touareg et du Porsche Cayenne, permettant ainsi à Audi de participer aux 24 Heures du Mans sans la concurrence de Porsche,,.
La décision d’abandonner le projet émane effectivement de Wendelin Wiedeking, alors président de Porsche. Les fonds initialement alloués au programme 9R3 sont redirigés vers le développement du Porsche Cayenne, dont le lancement est prévu pour le millésime 2003. Herbert Ampferer confirmera ce redéploiement budgétaire lors d’une entrevue accordée au magazine Total 911 en 2019,.
Paradoxalement, Wiedeking, observant la montée en puissance du segment des supercars et dans l'optique de relance de la marque lancée par le Cayenne, charge Ampferer de concevoir un concept, basé sur le moteur développé pour le prototype et resté inexploité, apte à rivaliser avec Ferrari.

### Conception et développement
Inutilisé, le V10 de 5,5 L du prototype est alors installé par Porsche dans un concept-car appelé Carrera GT, présenté au Mondial de l'Automobile de Paris de 2000. Sa présentation donne lieu à une mise en scène particulière. Le matin de l'ouverture du salon, la Carrera GT, conduite par le pilote de rallye allemand Walter Röhrl, descend les Champs-Élysées pour terminer sa course devant la pyramide du Louvre, où les agences de presse, invitées par Porsche, attendent sans savoir quel véhicule va leur être présenté. Elle est ensuite exposée au salon, au stand Porsche,.

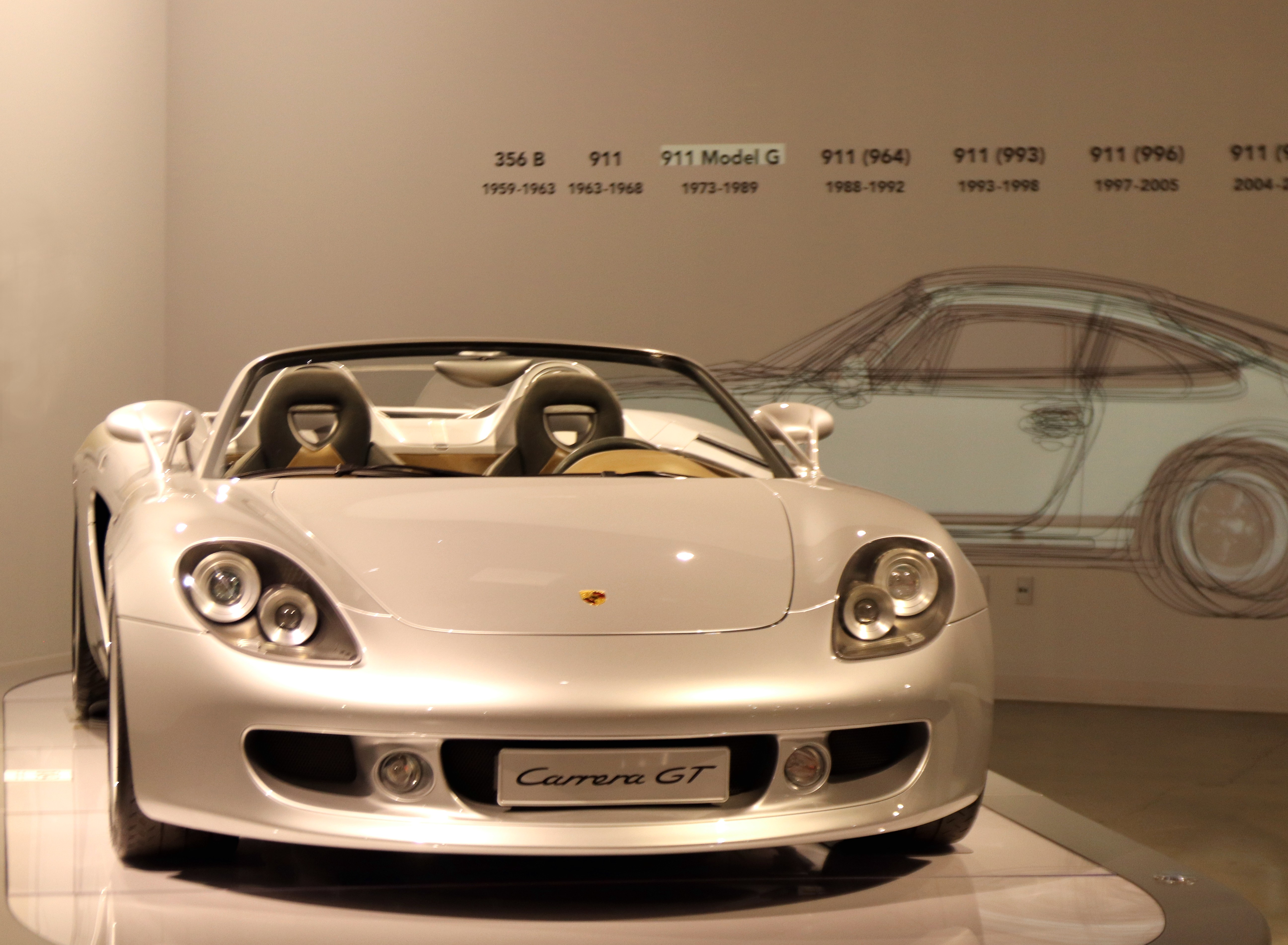
Le concept-car Carrera GT exposé au Petersen Automotive Museum.
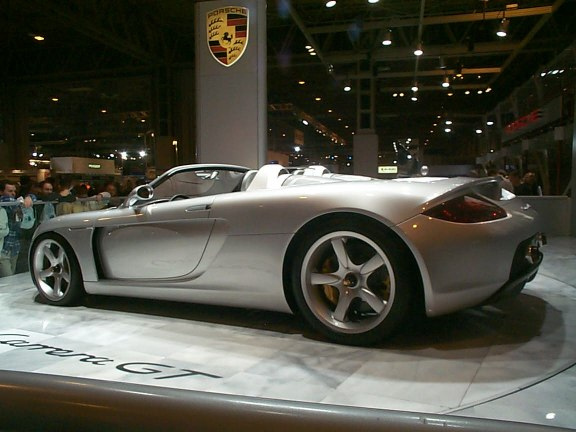
Le concept-car lors de sa première présentation au Mondial de l'Automobile de Paris de 2000.

Sur ce concept, de nombreux éléments sont repris du prototype 9R3, notamment le moteur V10 5,5L développant 558 chevaux, ainsi que la boite de vitesse,,. Le design est signé Harm Lagaay, directeur du design Porsche de 1989 à 2004.

### Du concept à la série

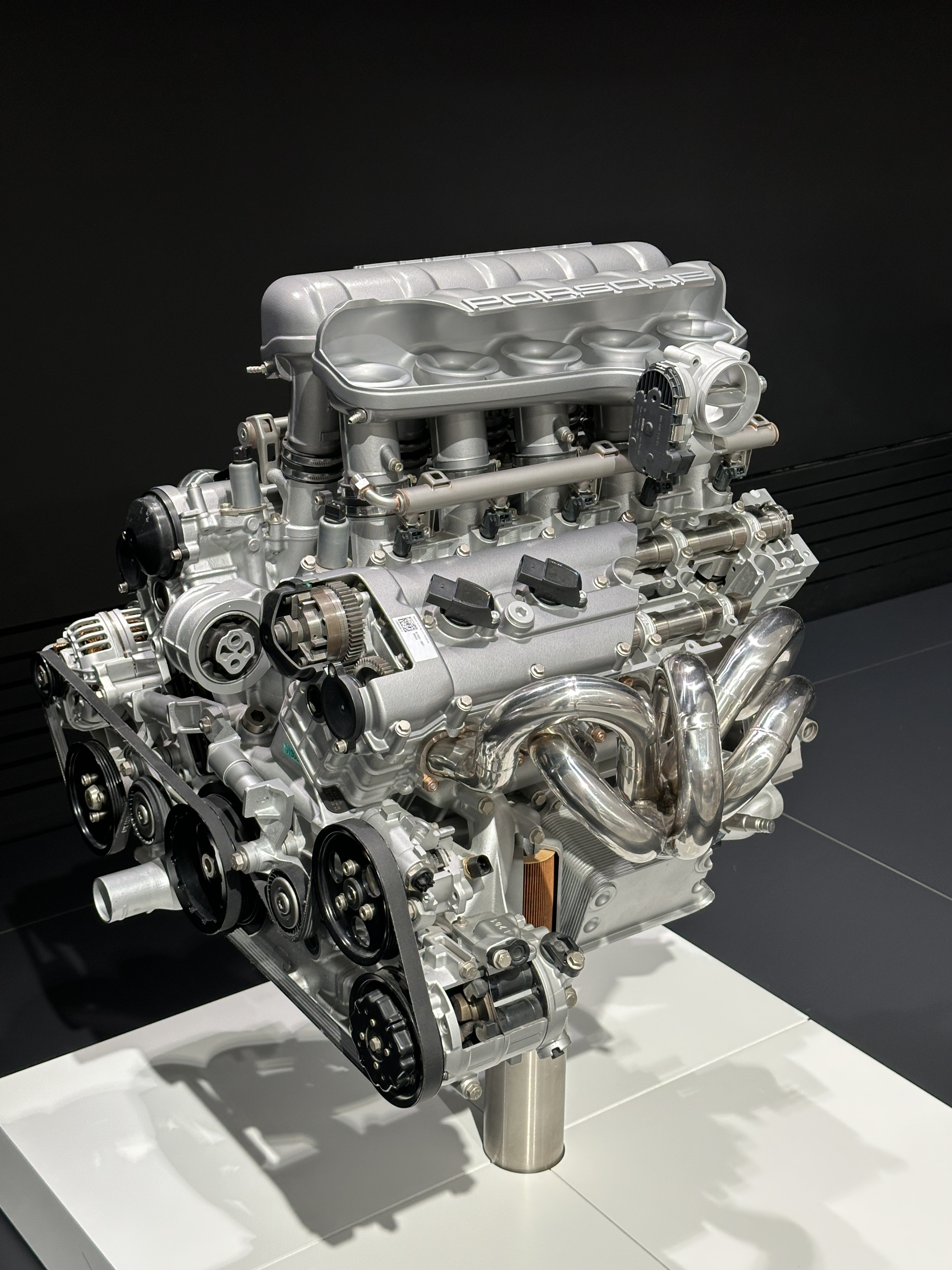
Vue entre-ouverte sur le moteur V10 de la Carrera GT.

Le 8 janvier 2002, à l’occasion du Salon de l’automobile de Détroit, Porsche annonce officiellement le lancement en production de la Carrera GT, dont la commercialisation est prévue pour l'année modèle 2004,. En effet, l'intérêt suscité par le véhicule et l'afflux de revenus générés par le Cayenne incitent alors Porsche à décider de produire la voiture. 
Même si le concept-car a initialement été développé dans l'optique de le convertir rapidement en véhicule de série, plusieurs modifications techniques et esthétiques sont à noter entre le concept et la version de série.
Tout d'abord, le moteur V10 connait plusieurs optimisations. Sa cylindrée est en effet poussée à 5,7 litres, augmentant sa puissance à 612 chevaux et son couple à 590 N m 5 750 tr/min. La boite de vitesses n'est plus séquentielle, mais remplacée par une boîte manuelle à 6 rapports avec un embrayage céramique,. Par ailleurs, la Carrera GT est le premier véhicule produit de série à disposer d'un châssis monocoque en composite CFRP, des matières synthétiques renforcées de fibre de carbone,. Elle s'équipe de freins céramiques perforés et ventilés. Son poids se limite à 1 380 kilogrammes.
La Carrera GT dans sa version de série est présentée en mars 2003 au Salon international de l'automobile de Genève, en mars 2003.

### Historique et fin de production

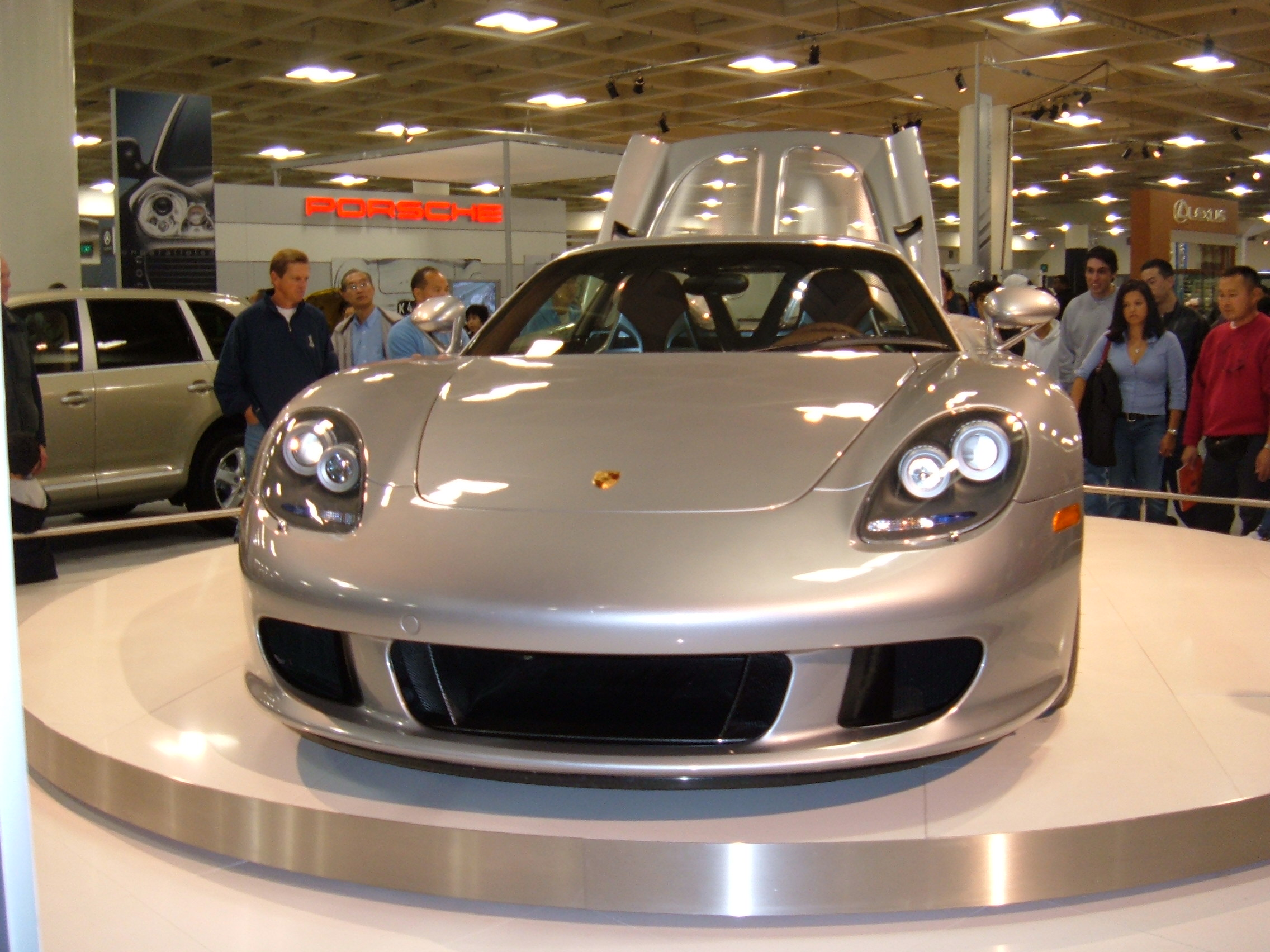
Une Carrera GT ici exposée au Salon International de l'automobile de San Francisco de 2004.

L'objectif de production est fixé à 1 500 véhicules. 
La production du groupe motopropulseur a lieu à Stuttgart. Le moteur et la transmission sont ensuite envoyés à l'usine de Leipzig, en Allemagne, où la voiture est assemblée. La première Carrera GT a été commercialisée aux États-Unis le 31 janvier 2004.
À la fin de la production, le 6 mai 2006, 1 270 exemplaires ont été fabriqués, avec un total de 604 unités vendues aux États-Unis et 31 unités vendues au Canada. Au Royaume-Uni, 49 unités ont été vendues.
Un total de 1 270 exemplaires ont été vendus à travers le monde entre le début et l'arrêt de la production en août 2006.
Le samedi 30 novembre 2013, l'acteur Paul Walker est victime d'un accident mortel en étant passager du véhicule. La famille Walker dépose plainte contre Porsche considérant que le véhicule posait des problèmes de sécurité qui auraient causé la mort de l'acteur et de son ami pilote professionnel Roger Rodas. En 2016, la famille Walker et Porsche concluent un accord à l'amiable.

## Caractéristiques

### Dimensions

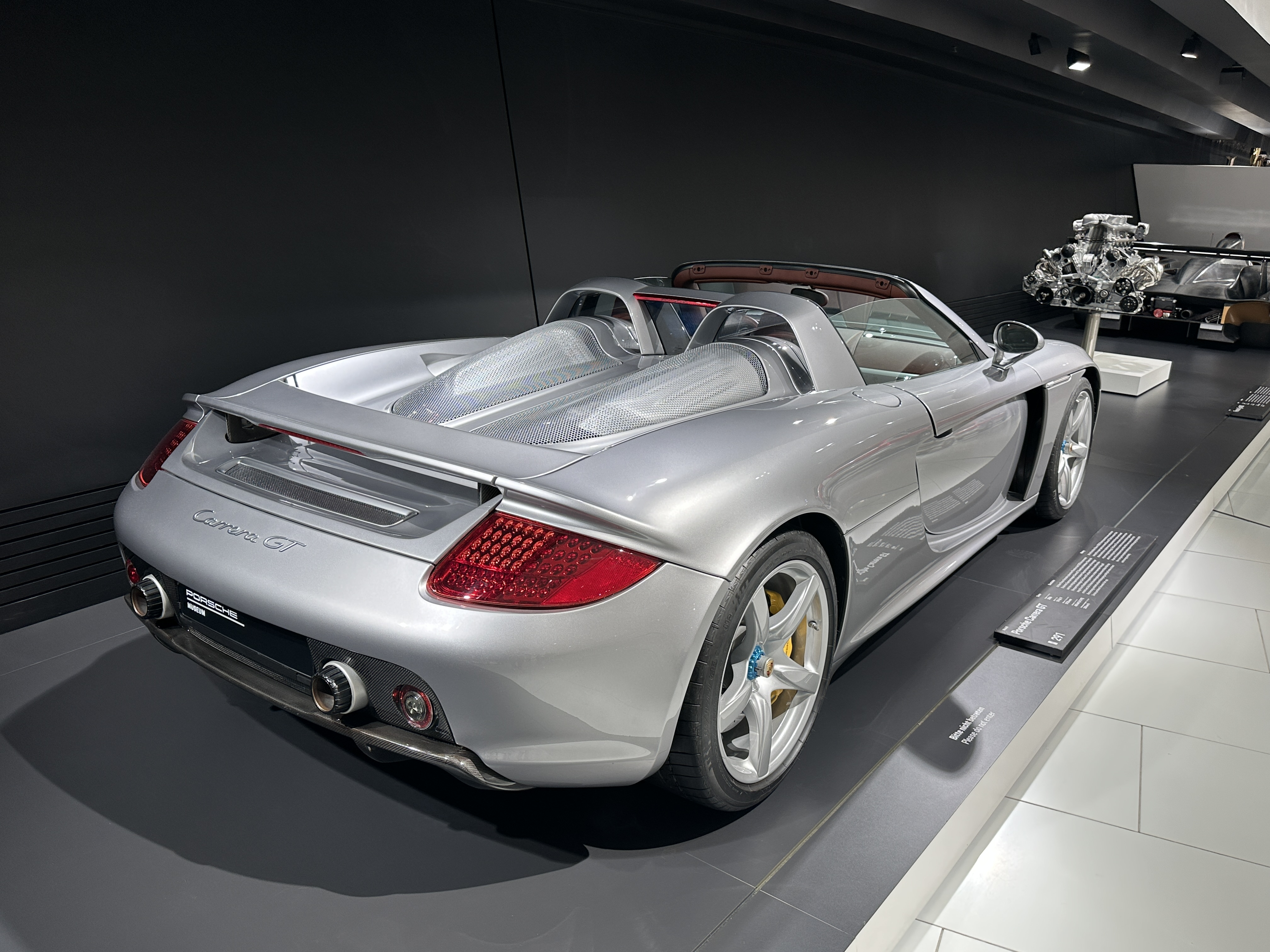
Vue arrière droite de la Carrera GT ; le prototype LMP2000 en arrière plan.

La Carrera GT présente des dimensions caractéristiques d'une supercar du début des années 2000, combinant une largeur marquée, une hauteur contenue et un empattement optimisé pour assurer stabilité et performances à haute vitesse.
| Logo du constructeur automobile Porsche.       | Carrera GT, Version de série |
| Longueur                                       | 4 613 mm                     |
| Largeur                                        | 1 921 mm                     |
| Hauteur                                        | 1 166 mm                     |
| Empattement                                    | 2 730 mm                     |
| Diamètre de braquage (entre murs)              | 10,9 m                       |
| Poids annoncé DIN (selon moteurs et finitions) | 1 380 kg                     |
| Coffre                                         | 76 dm3                       |
| Capacité du réservoir                          | 92 L                         |

### Chaine cinématique

#### Motorisation

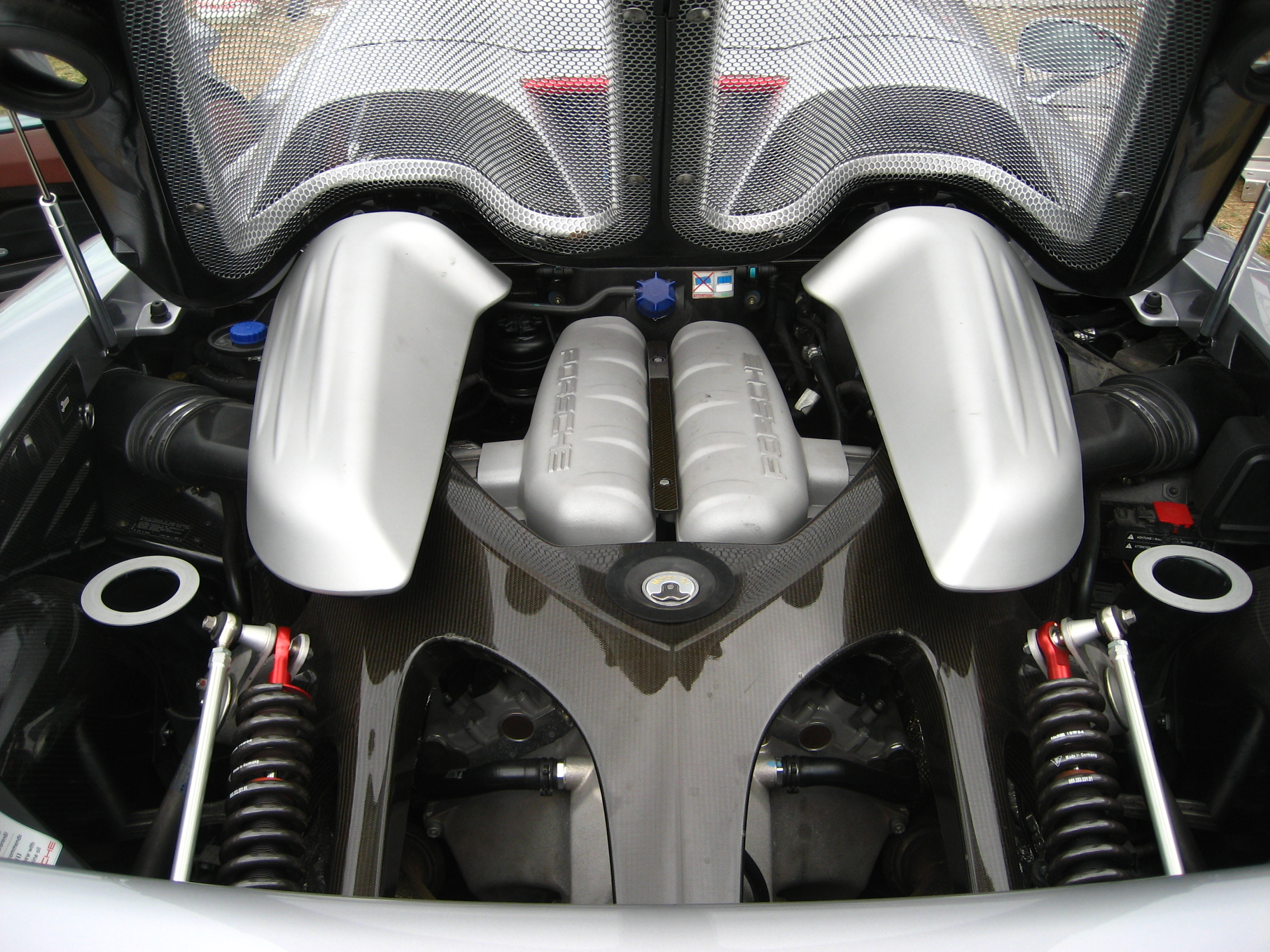
Le compartiment moteur de la Carrera GT.

Le moteur V10 de 5,7 litres équipant la Porsche Carrera GT de série dérive directement du moteur V10 de 5,5 litres initialement conçu pour le prototype d’endurance Porsche 9R3, et déjà utilisé dans le concept-car initial. En raison d’un poids supérieur de 10 % par rapport au concept, la version de production nécessitait une augmentation équivalente de puissance afin de préserver le rapport poids/puissance initial. Pour ce faire, l’alésage a été porté de 96 à 98 mm, portant la cylindrée à 5 733 cm³, et le bloc moteur a été allongé de 7 mm pour permettre l’ajout d’un segment de piston supplémentaire. Le bloc ainsi utilisé porte le code interne M80/01.
Concernant les composants internes, le V10 est à double arbre à cames en tête à 4 soupapes par cylindre, le tout en distribution variable Variocam. Le vilebrequin est forgé et les bielles en titane.
Le moteur intègre un système de lubrification à carter sec particulièrement élaboré, comprenant dix pompes à huile : une pompe de pression et neuf pompes de récupération, assurant l’évacuation de l’huile des chambres de vilebrequin, des culasses et du carter de distribution. Ce dispositif a été conçu pour supporter des accélérations latérales allant jusqu’à 2,5 G, garantissant ainsi un fonctionnement optimal du moteur, même dans des conditions d'utilisation extrêmes proches de la compétition. 
| Moteur V10 M80/01,      | Moteur V10 M80/01,                                                                   |
| ----------------------- | ------------------------------------------------------------------------------------ |
| Moteur                  | V10 atmosphérique à 68 degrés, en position centrale arrière, monté longitudinalement |
| Cylindrée               | 5 733 cm3                                                                            |
| Alésage x Course:       | 98,0 x 76,0 mm                                                                       |
| Distribution            | 2 doubles arbres à cames en tête + Variocam                                          |
| Alimentation            | Gestion Bosch Motronic ME 7.1.1                                                      |
| Puissance               | 450 kW (612 ch) à 8 000 tr/min                                                       |
| Couple                  | 590 N m à 5 750 tr/min                                                               |
| Régime maximal          | 8 400 tr/min                                                                         |
| Taux de compression     | 12,0 : 1                                                                             |
| Puissance au litre      | 78,5 kW/L (106,7 ch/L)                                                               |
| Rapport poids/puissance | 2,26 kg/ch                                                                           |
| Refroidissement         | Par eau (28 litres)                                                                  |
| 0 à 100 km/h            | 3,9 secondes                                                                         |
| Vitesse maximale        | 329 km/h                                                                             |
| Consommation mixte      | 17,8 L/100 km                                                                        |
| Émissions de CO2        | 429 g/km                                                                             |

Les performances générées par ce moteur sont à la hauteur de la voiture. Le 0 à 100 km/h est effectué en 3,9 secondes, le 0 à 200 km/h en 9,9 secondes, et le 0 à 300 km/h en 34,2 secondes. Le quart de mile, ou 400 mètres départ arrêté, est effectué en 11,3 secondes et le 1 000 mètres départ arrêté en 20,2 secondes. La vitesse maximale annoncée est de 330 km/h.
En termes de consommation, la moyenne mixte est de 17,8 L/100 km. En usage urbain, elle est de 28,3 L/100 km, et de 11,7 L/100 km en extra urbain.

#### Boite de vitesses et transmission
En raison des exigences strictes imposées par le concept global de la voiture, l'adoption d'une boite de vitesses conventionnelle fut écartée. Porsche a ainsi développé une boite entièrement nouvelle spécifiquement pour la Carrera GT.
Il s'agit d'une boîte de vitesses transversale, intégrant un réservoir d'huile et un séparateur cyclonique destiné à éliminer la mousse d'huile. Elle inaugure par ailleurs l’utilisation d’un système de commande de boîte de vitesses par câbles baptisé Flexball, une première mondiale. Ce dispositif permet de réduire significativement les pertes par friction, tout en assurant une précision accrue dans le passage des rapports.
Pour limiter l'encombrement de l’embrayage, la Carrera GT n’est pas équipée d’un volant bimasse, mais d'un embrayage à carter sec à deux disques en céramique, dont le diamètre n'excède pas 169 mm,,. Cet embrayage porte le nom PCCC, pour Porsche Ceramic Composite Clutch. La fonction de filtrage des vibrations, normalement assurée par un tel dispositif, est remplie par une architecture spécifique des arbres d’entrée : un premier arbre principal creux contient un second arbre, plein, long et fin, jouant le rôle de tige de ressort. En combinaison avec la masse du renvoi d’angle, ce système agit comme un ressort de torsion, permettant d’absorber les à-coups du moteur et de réduire le bruit généré par la transmission.
La puissance est transmise aux roues arrières via un différentiel autobloquant central à disques multiples.

### Mécanique
La céramique est également présente sur le système de freinage de la Carrera GT. En effet, cette dernière s'équipe de disques en carbone-céramique de 380 mm de diamètre, avec des étriers à six pistons. Ce système porte le nom officiel Porsche Ceramic Composite Brakes (PCCB). Le tout est assisté par ABS et par répartiteur électronique de freinage.
La Carrera GT est équipée de jantes spécifiques en magnésium forgé, dotées d’un écrou central, une solution issue du sport automobile permettant de réduire les masses non suspendues tout en facilitant les changements de roues. À l’avant, les jantes mesurent 9,5 × 19 pouces et sont chaussées de pneumatiques Michelin 265/35 ZR 19, tandis qu’à l’arrière, elles mesurent 12,5 x 20 pouces et sont équipées de pneumatiques Michelin 335/30 ZR 20.
Enfin, concernant les suspensions, le modèle adopte un schéma de suspension à double triangulation à l’avant comme à l’arrière. Les combinés ressorts-amortisseurs sont actionnés par des tiges de poussée (« push-rods ») en acier inoxydable, associées à des leviers de renvoi, architecture déclinée de la compétition automobile. Les bras de suspension, en aluminium matricé, sont fixés directement sur le châssis monocoque, assurant à la fois rigidité, légèreté et précision dans le guidage des trains roulants.

### Châssis et carrosserie

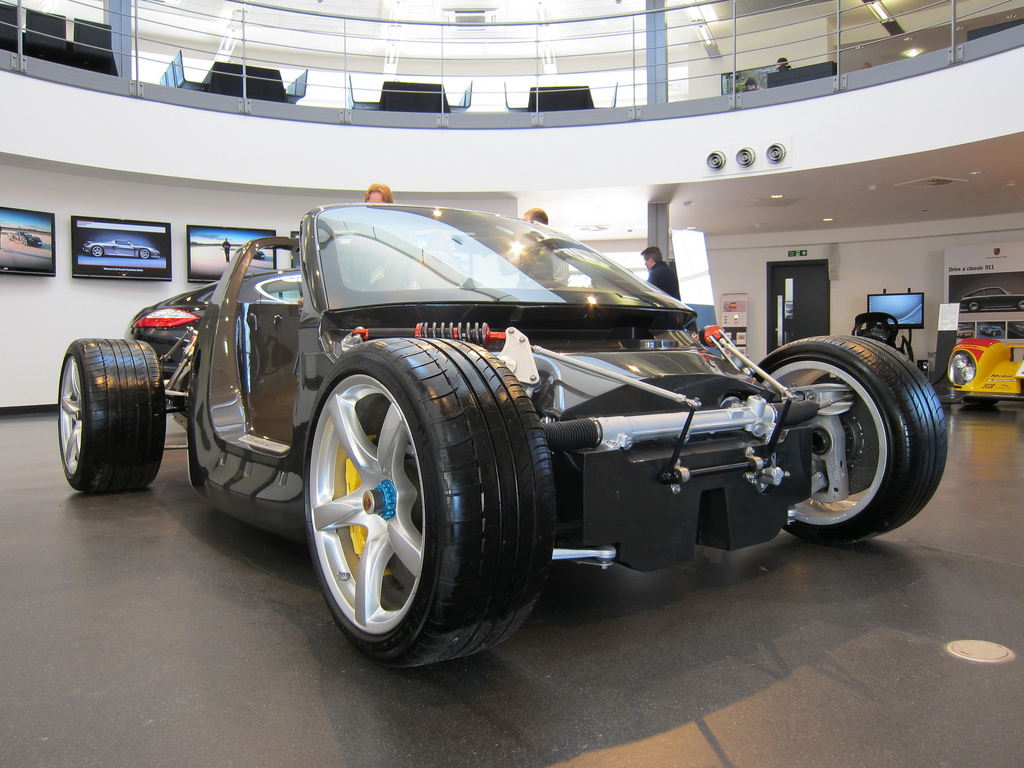
Une Carrera GT exposée sans carrosserie au PEC Silverstone.

La Porsche Carrera GT est la première automobile, tous segments confondus, route et compétition, à adopter une cellule monocoque et un châssis entièrement réalisés en plastique renforcé de fibres de carbone (PRFC), supportant l’ensemble des modules et composants mécaniques,.
Le châssis roulant se compose des éléments structurels (monocoque et berceau moteur), des systèmes mécaniques (groupe motopropulseur, suspensions, circuit de refroidissement) ainsi que des composants électriques. Grâce à une rigidité en torsion exceptionnelle, la Carrera GT établit un nouveau record dans sa catégorie pour une voiture décapotable. Le véhicule reste pleinement fonctionnel même sans ses panneaux de carrosserie, ceux-ci n’ayant qu’un rôle esthétique et aérodynamique, sans contribution à l’intégrité structurelle.
À l’exception des pare-chocs avant et arrière réalisés en polyuréthane, tous les éléments de carrosserie sont en composite de fibre de carbone, avec une épaisseur de paroi d’environ 1,2 mm.

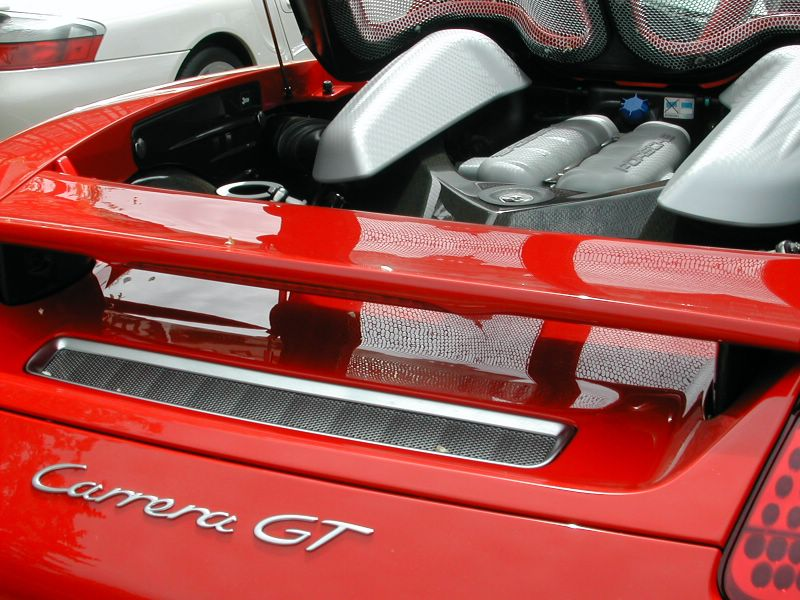
Aileron rétractable en position fermée.

Malgré l’usage intensif de matériaux légers — tels que la fibre de carbone, l’aluminium pour le capot, le magnésium pour les jantes, l’acier inoxydable H400 et le titane — l’objectif initial de masse à vide fixé à 1 250 kg n’a pas pu être atteint, notamment en raison des exigences de sécurité propres à une architecture découvrable. Le toit, également en PRFC, est en effet amovible en deux parties pouvant se ranger dans le compartiment avant. Le poids final de la voiture s’avère supérieur d’environ 10 % aux prévisions, à 1 380 kg.
L'aérodynamique est également soignée lors de la conception de la carrosserie en carbone. En effet, ses dispositifs d’appui aérodynamique à effets de sol, notamment son fond plat, contribuent à stabiliser la trajectoire à grande vitesse. L’aileron arrière de la supercar se déploie automatiquement à partir de 120 km/h et peut également être actionné manuellement. À sa vitesse de pointe de 330 km/h, il développe une force d'appui d'environ 400 kg sur l'essieu arrière. Tout ce travail aérodynamique permet à la Carrera GT d'afficher un coefficient de trainée Cx de 0,39.

Six coloris sont disponibles.
- Argent GT métallisé ;
- Gris Kerguelen métallisé ;
- Jaune Faïence uni ;
- Noir Basalte métallisé ;
- Noir uni ;
- Rouge Indien uni.

Argent GT métallisé.
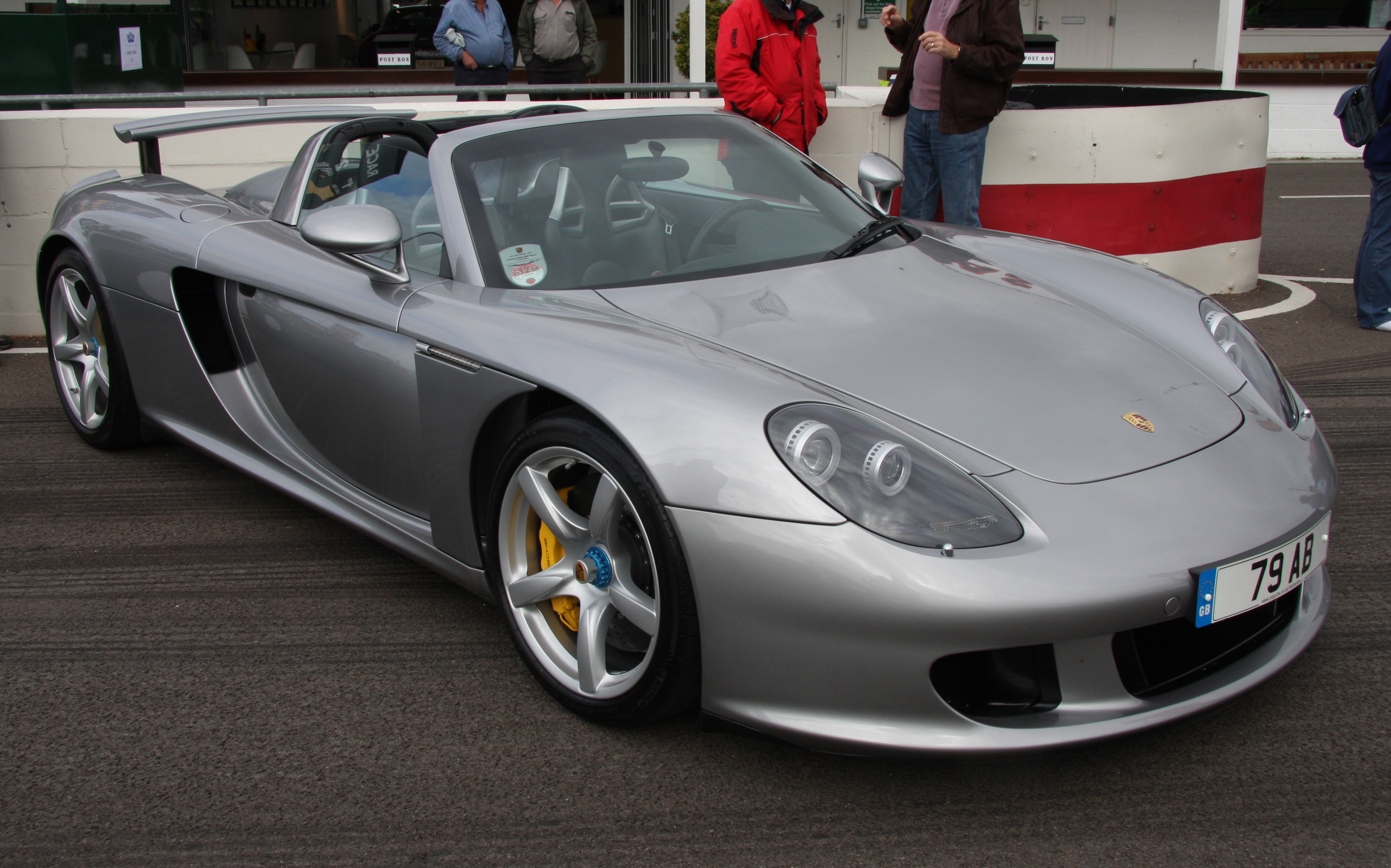
Gris Kerguelen métallisé.
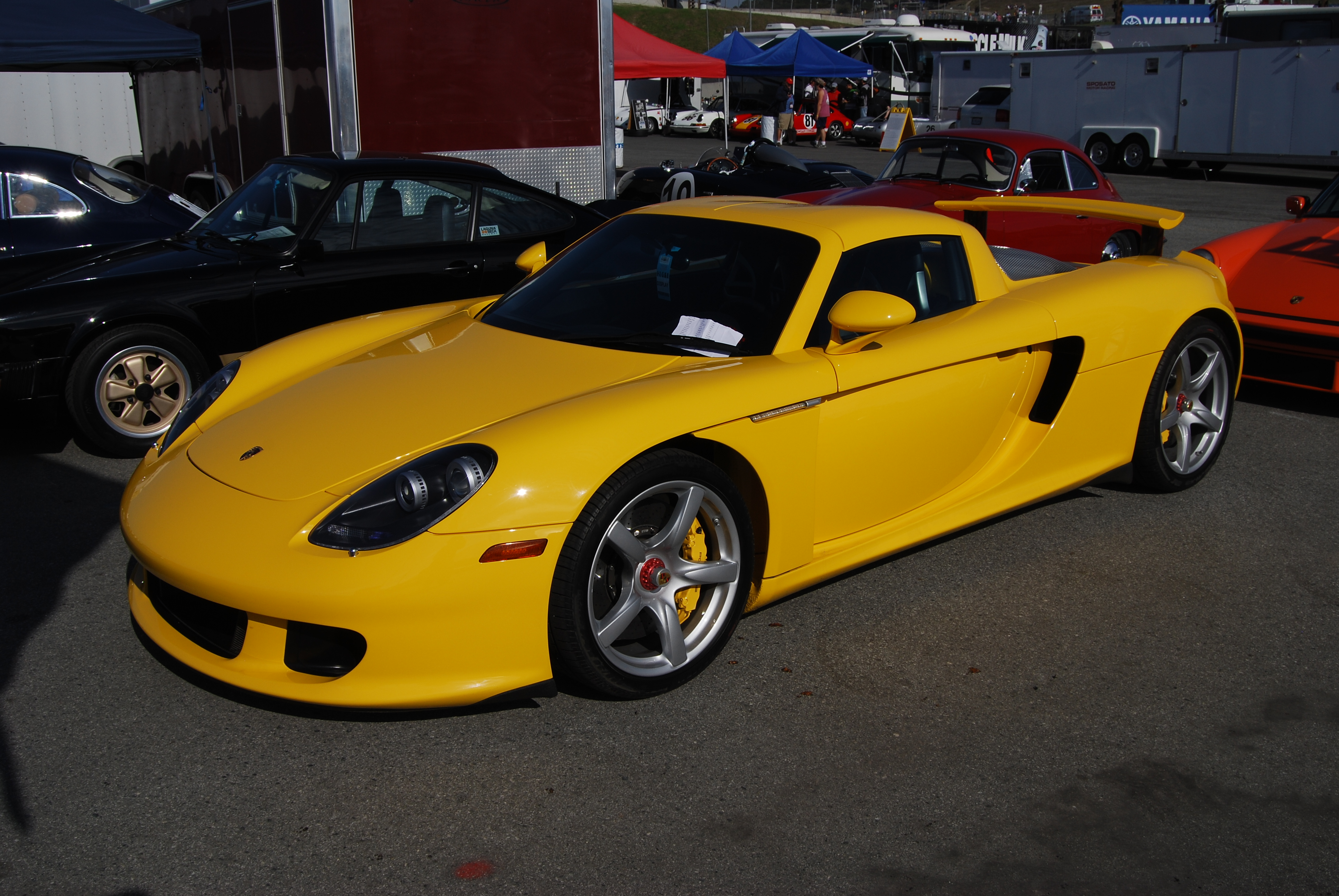
Jaune Faïence uni.
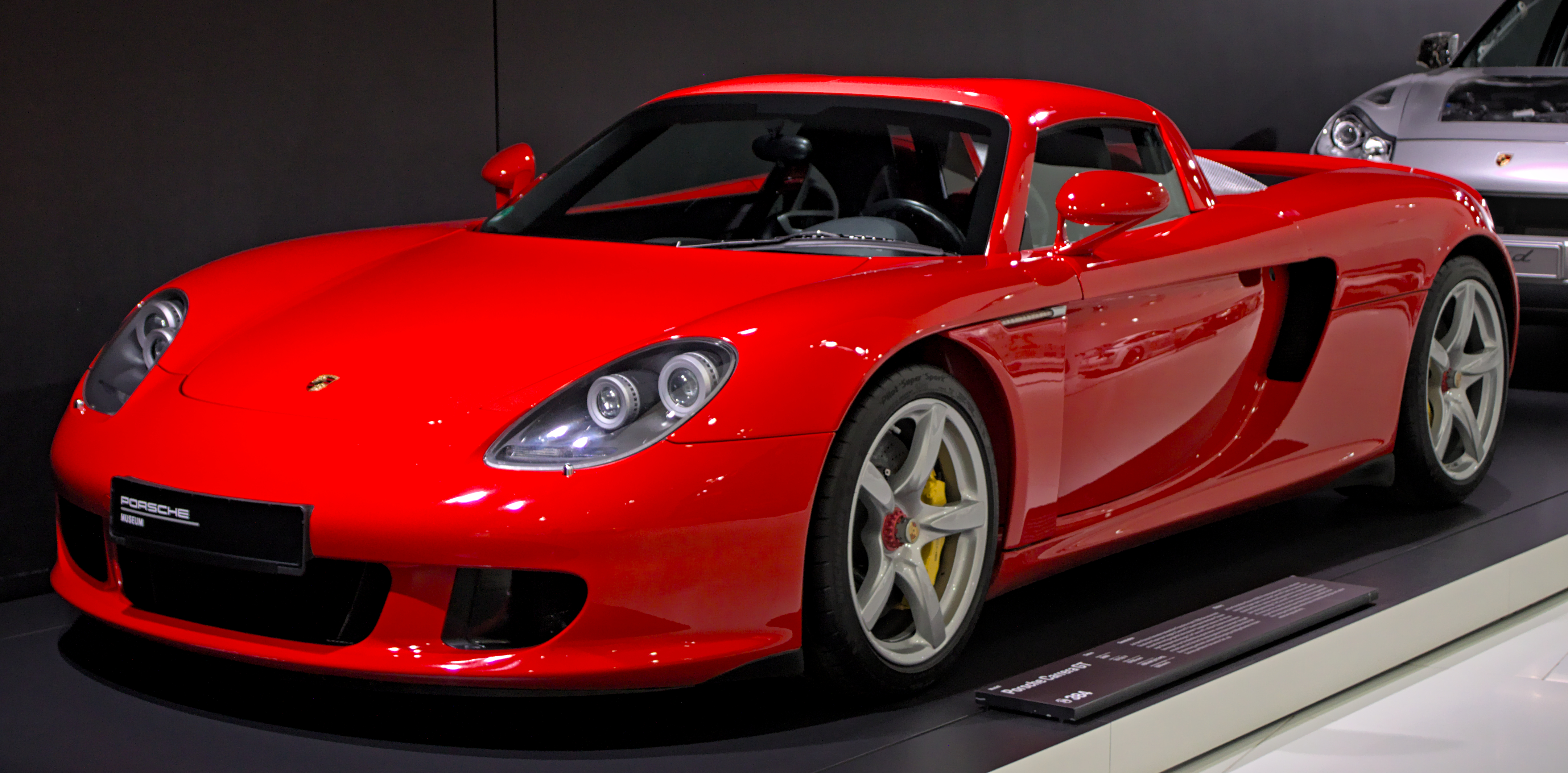
Rouge Indien uni.
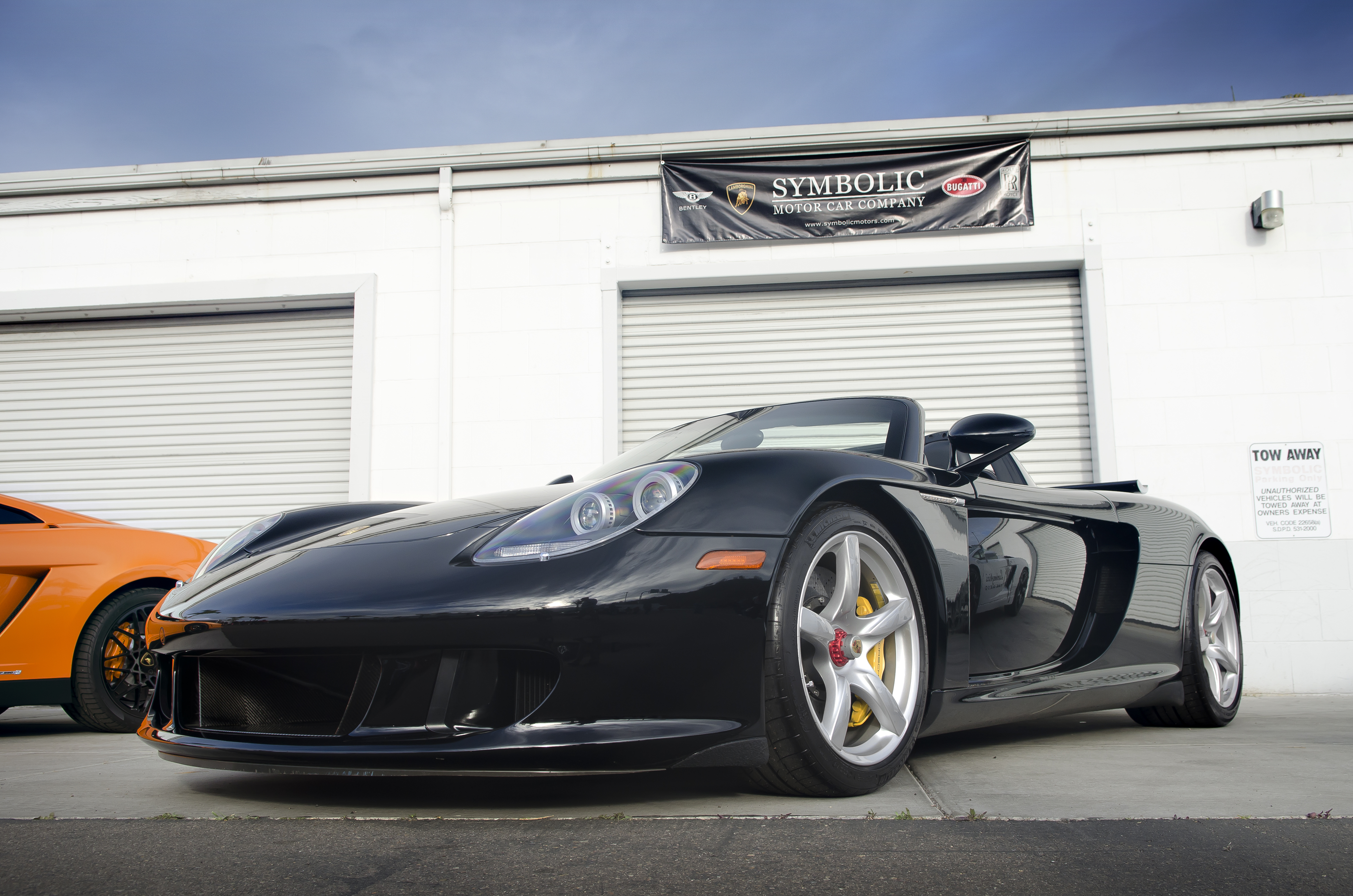
Noir uni.
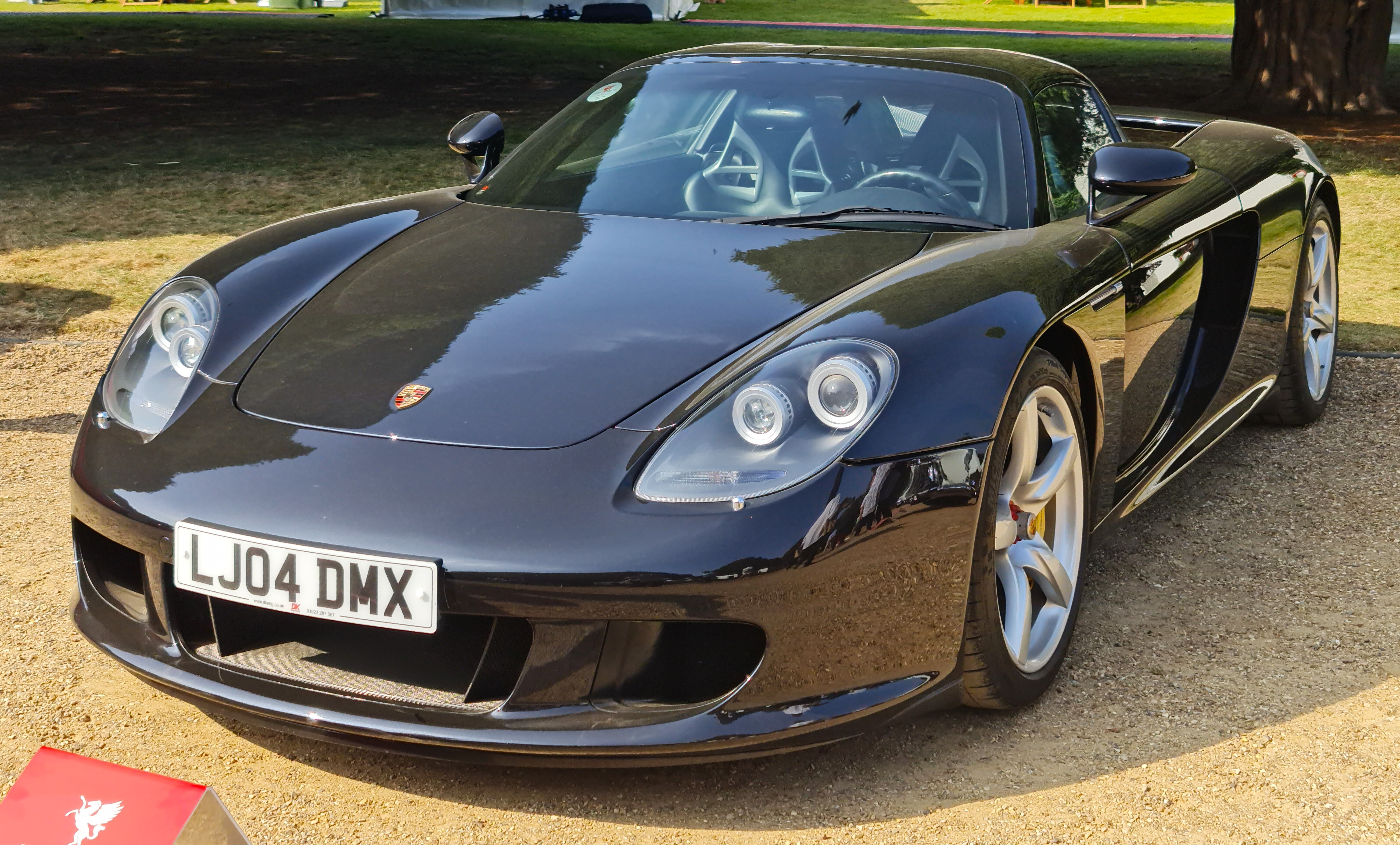
Noir Basalte métallisé.

### Intérieur, options et accessoires

#### Design intérieur

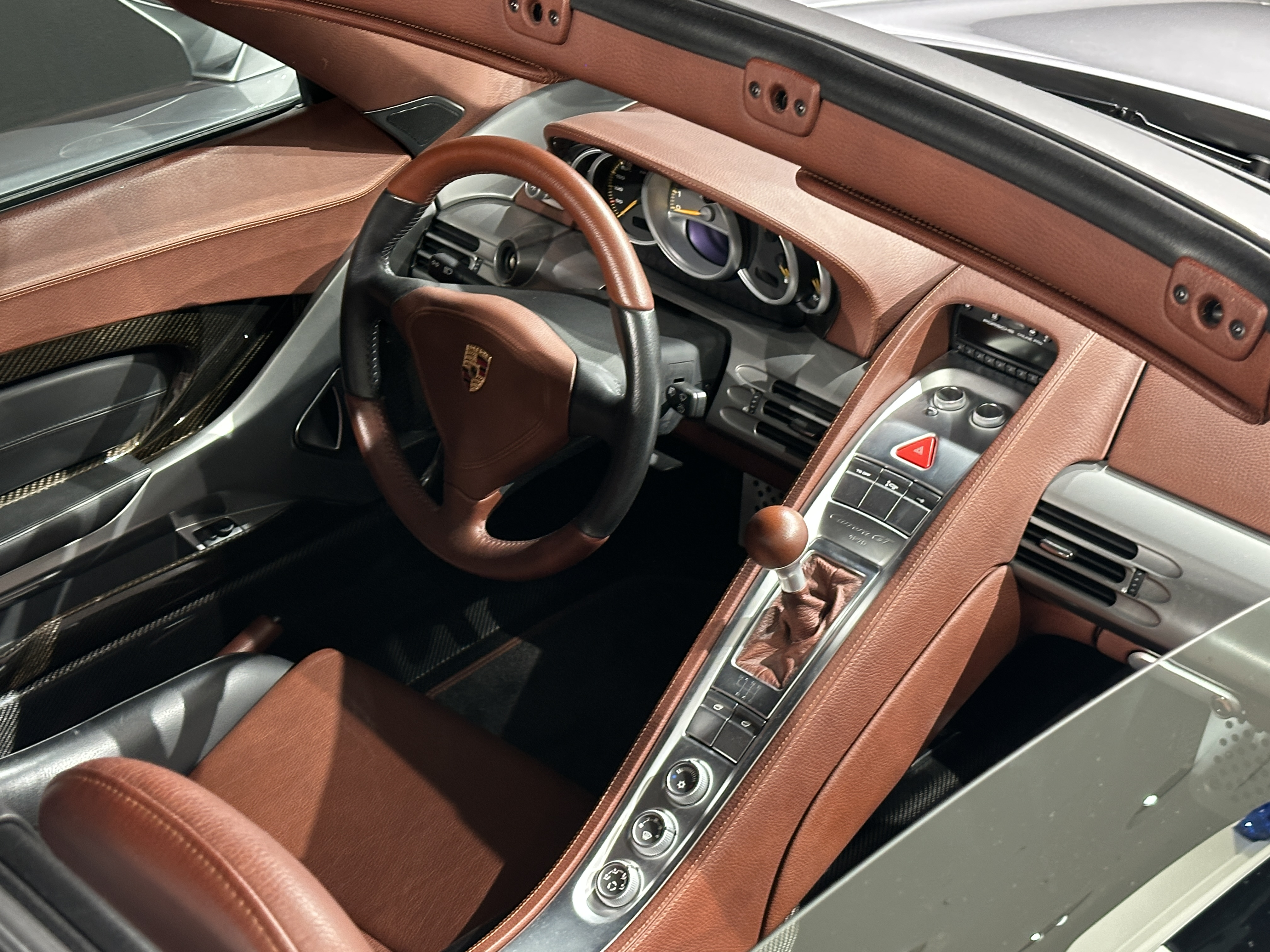
Vue sur l'intérieur de la Carrera GT.

L’habitacle de la Porsche Carrera GT combine des éléments issus du sport automobile avec certaines attentions au confort, dans une approche centrée sur la performance. L’ambiance intérieure se caractérise par l’utilisation dominante de matériaux modernes et légers, notamment l'aluminium et la fibre de carbone, visible sur de nombreux éléments du châssis. La console centrale, fixée directement à la structure pour des raisons de rigidité, intègre une partie supérieure en magnésium galvanisé regroupant les commandes principales.
Le levier de vitesse, monté en hauteur sur la console et doté d’une tige courte, est surmonté d’un pommeau en bois au style plus classique. 
Les sièges, développés spécifiquement pour ce modèle, sont les premiers au monde à intégrer du kevlar,,. Leur structure associe magnésium et fibre de carbone, et l’ensemble est recouvert de cuir. Chaque siège affiche un poids inférieur à 10,3 kg.

#### Options et équipements
Malgré une conception orientée vers la légèreté et la performance, certaines options de confort sont proposées, telles que la climatisation et le système multimédia "Porsche Online Pro". Ce dernier comprend un GPS, un système audio BOSE, un téléphone mains-libres ainsi que des fonctions e-mail et Internet. Ces options permettent à la Carrera GT de se différencier de ses concurrentes qui font l'impasse sur ces dernières.

## Galerie

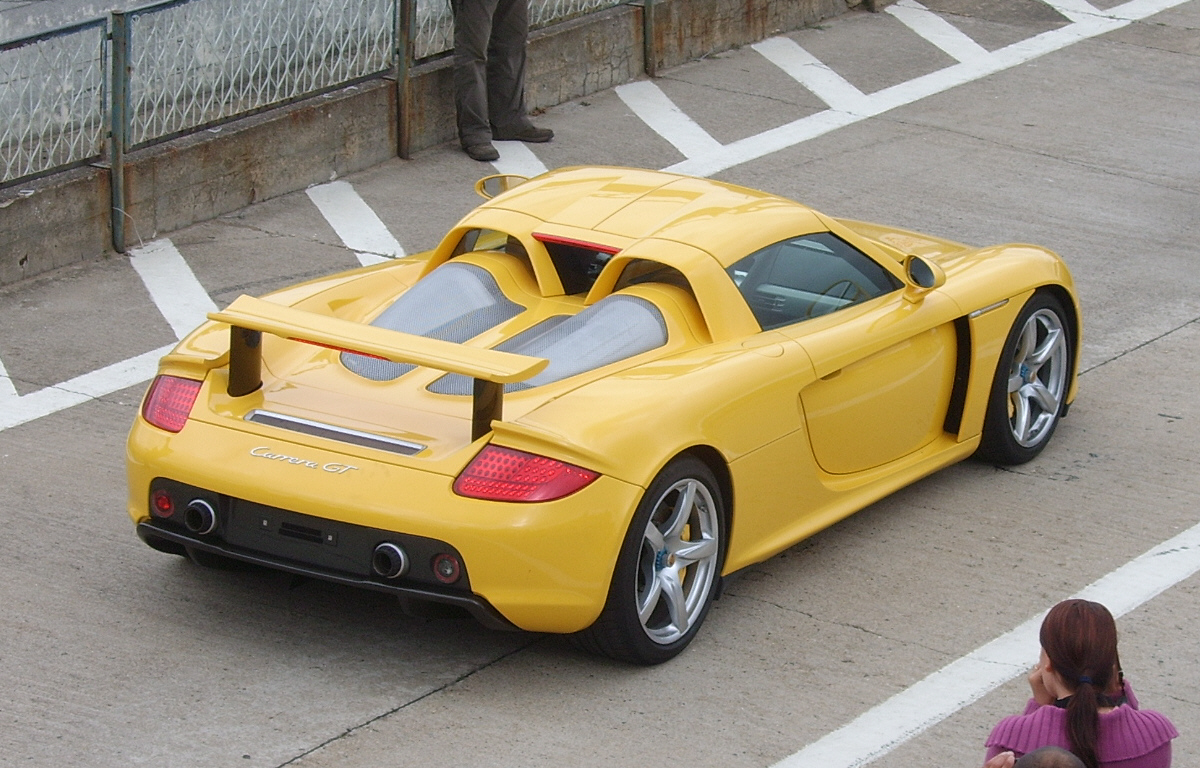
La Carrera GT sur circuit.
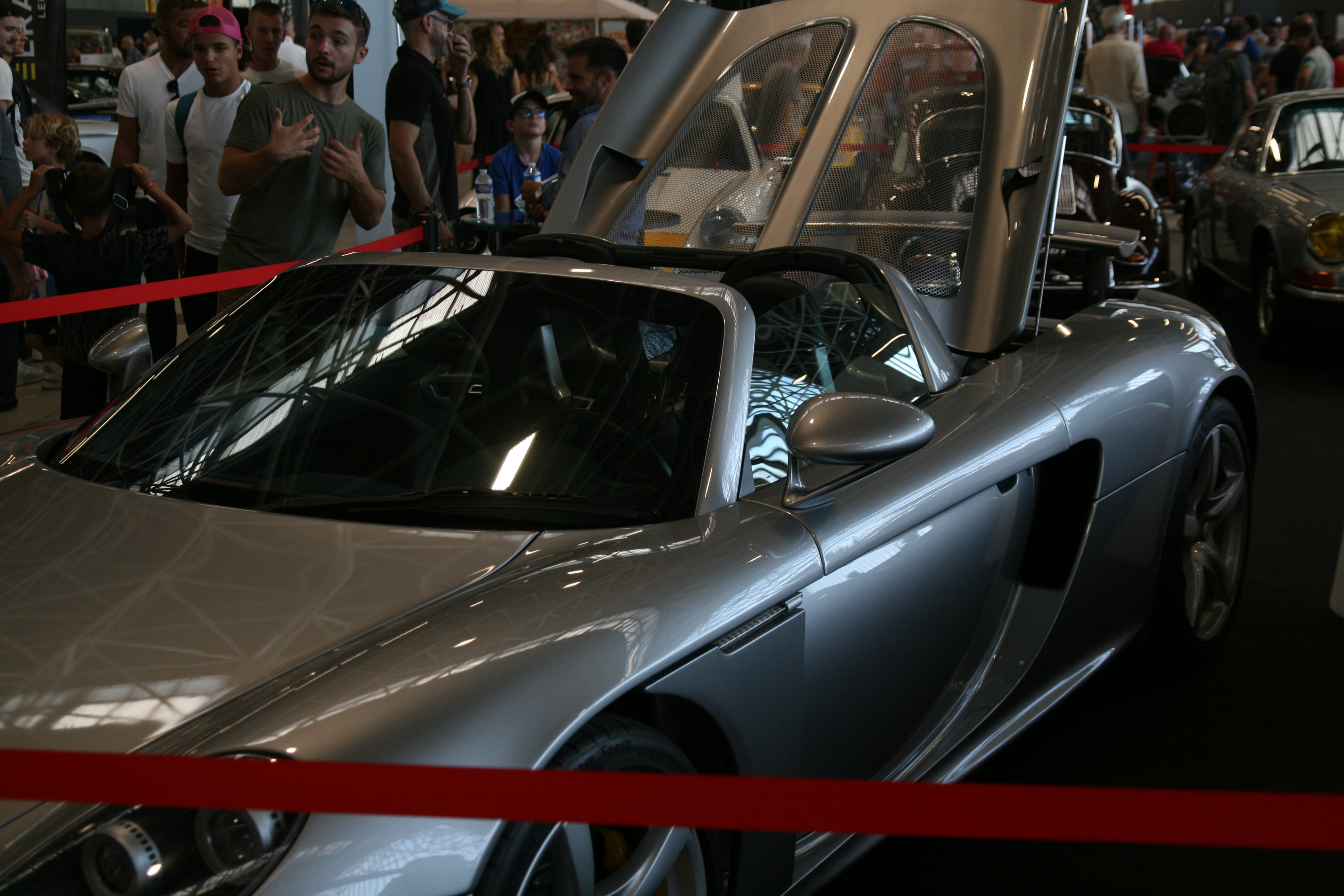
Porsche Carrera GT, capot arrière ouvert, au Auto Moto Classic de Toulouse de 2023.
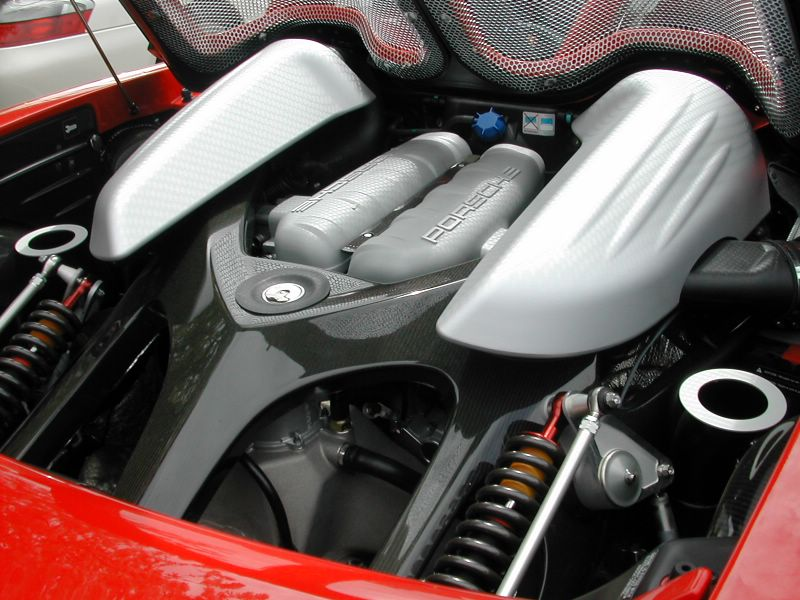
Vue sur le moteur, capot ouvert.